# Carathis palpalis
Carathis palpalis là một loài bướm đêm thuộc phân họ Arctiinae, họ Erebidae.